# Zamek Burgpreppach
Zamek Burgpreppach (niem. Schloss Burgpreppach) – zabytkowy zamek w Burgpreppach (Dolna Frankonia).
Budowę zamku, na miejscu starszego, w 1717 rozpoczął biskup Johann Philipp II von Greiffenclau zu Vollraths (1652–1719) dla swojego podopiecznego Johanna Philippa Fuchsa von Bimbacha według projektu nadwornego architekta Würzburga Josefa Greisinga.

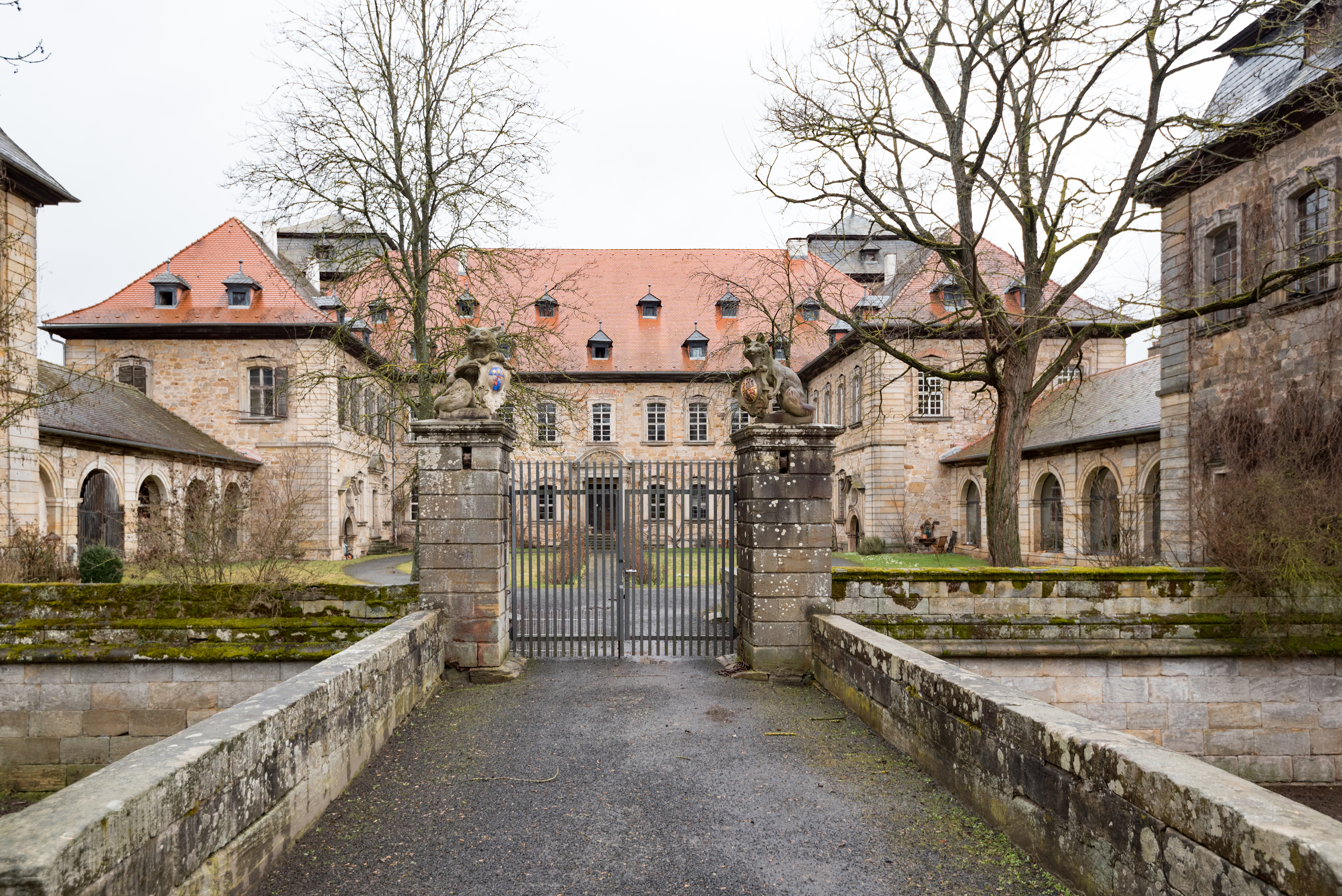
Portal z herbami Fuchs Bimbach i Würtzburg
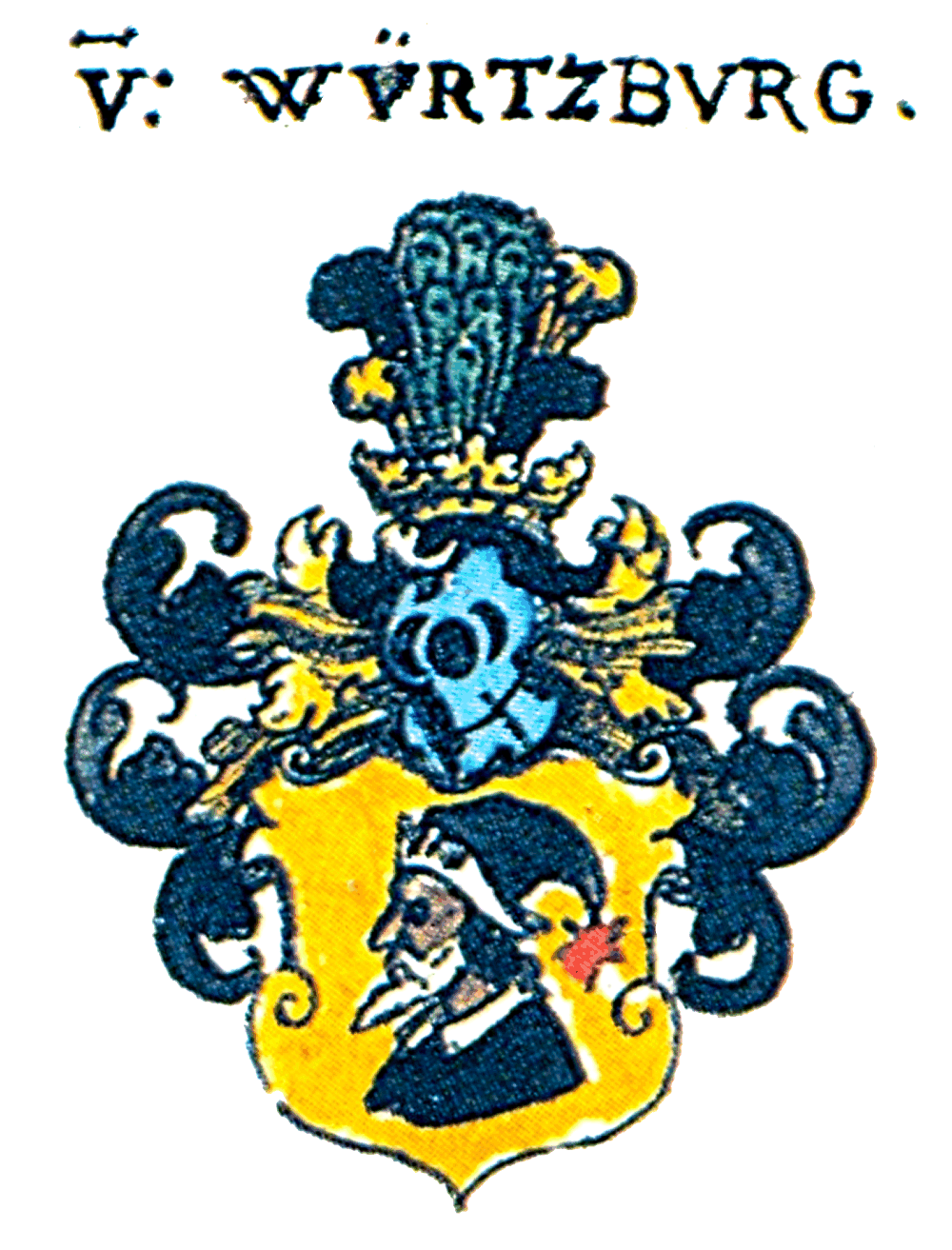
Herb Würtzburg
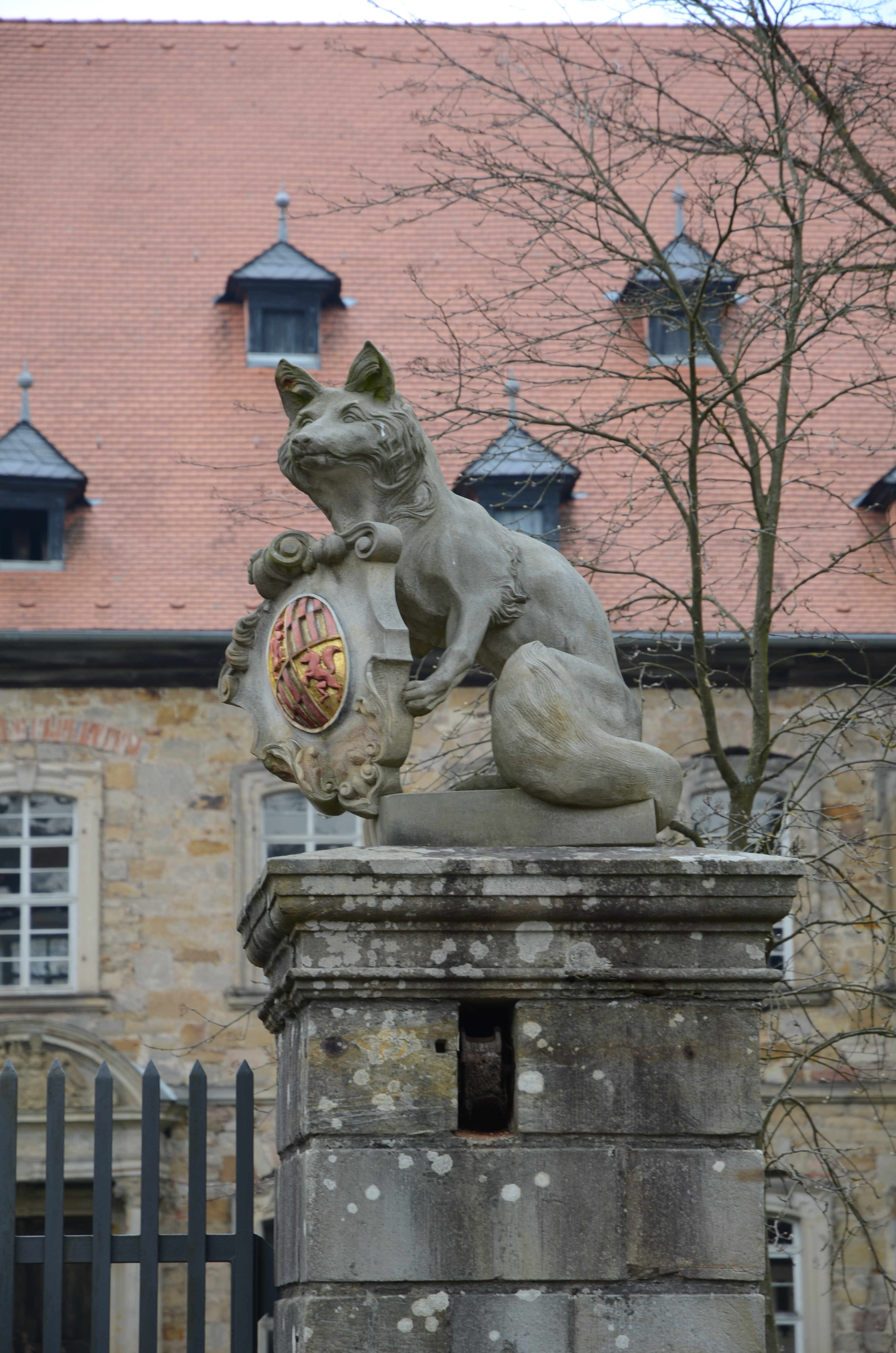
Herb Fuchs Bimbach na słupie
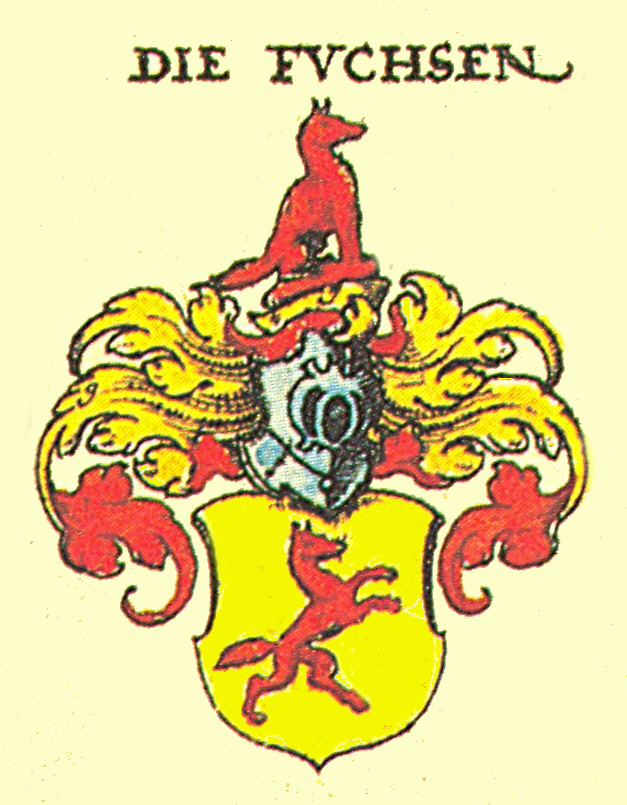
Herb Fuchs (pole)
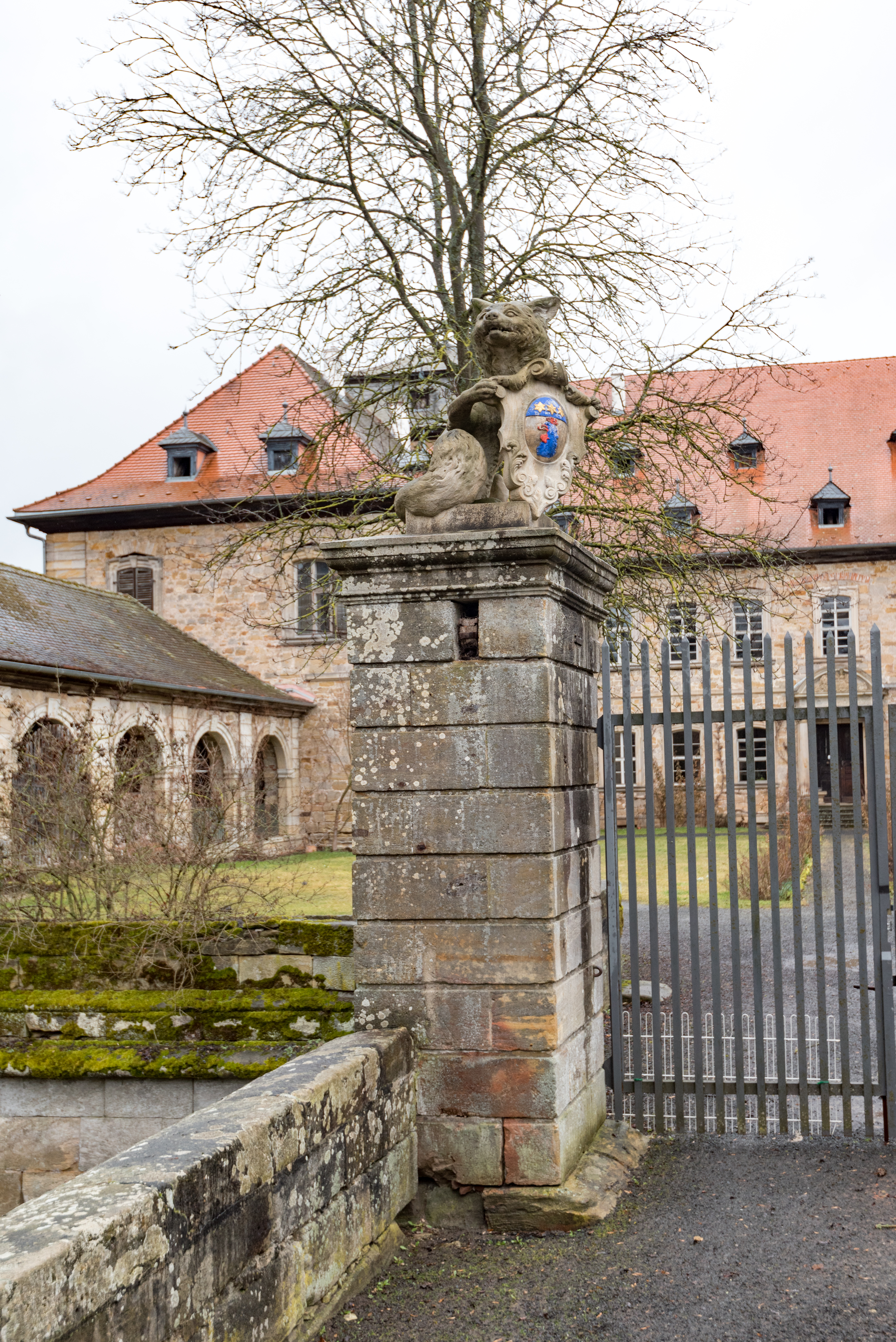
Słup z herbem von Deuster
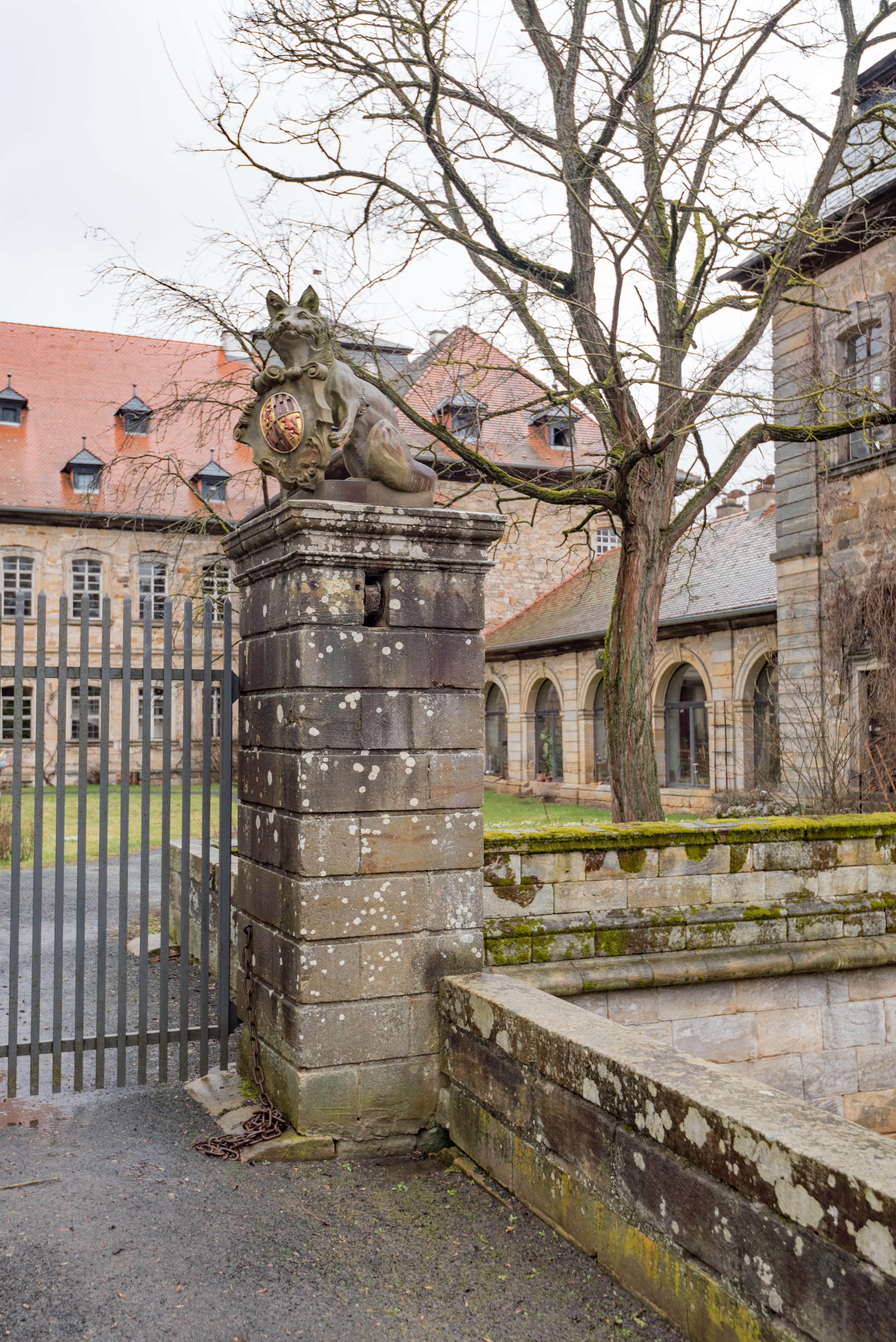
Słup z herbem Fuchsa Bimbach